# Hyperplema rudis
Hyperplema rudis är en fjärilsart som beskrevs av W. Warren 1897. Hyperplema rudis ingår i släktet Hyperplema och familjen Uraniidae. Inga underarter finns listade i Catalogue of Life.